# Kabina (żeglarstwo)
Kabina – zamknięta część kadłuba na niewielkich jachtach przeznaczona dla załogi. Może być jednoprzestrzenna lub podzielona na pomieszczenia takie jak m.in. kambuz, mesa, kajuta. Kabina wykorzystuje przestrzeń znajdującą się pod pokładem a często jest też wyniesiona ponad pokład tworząc nadbudówkę, umożliwiającą przebywanie wewnątrz w pozycji stojącej. Do kabiny wchodzi się z kokpitu za pomocą zejściówki, poprzez otwór zamykany suwklapą i sztorcklapą. Kabina występuje głównie na jachtach turystycznych, zapewniając załodze przestrzeń bytową i chroniąc przed warunkami atmosferycznymi w trakcie wielodniowego rejsu. 